# 目黒蓮
目黒 蓮（めぐろ れん、1997年〈平成9年〉2月16日 - ）は、日本のアイドル、俳優、ファッションモデル、歌手。男性アイドルグループ・Snow Manのメンバー。愛称は、めめ。
東京都出身。STARTO ENTERTAINMENT所属。

## 来歴
2010年10月30日、中学2年生の13歳の時にジャニーズ事務所に入所。ジャニーズJr.内ユニット・ジャPAニーズHi!に所属する。
2016年11月、宇宙Sixが結成される。
2017年、『桃山ビート・トライブ』で舞台初主演。
2018年11月号から『FINE BOYS』のレギュラーモデルとして活躍。
2019年1月、向井康二、村上真都ラウールと共にSnow Manに加入。その後はSnow Manと宇宙Sixを兼任して活動する。7月期の『簡単なお仕事です。に応募してみた』で連続ドラマ初主演。8月8日に行われたジャニーズJr.の東京ドームでの公演を最後に宇宙Sixを脱退し、Snow Manに専念すると発表。
2020年1月22日にSnow ManとしてCDデビューを果たす。4月から同じSnow Manのメンバーの向井康二と共に、TBS系バラエティ番組『アイ・アム・冒険少年』にレギュラーメンバーとして加入。
2021年1月に放送された『教場II』でゴールデン帯のドラマに初出演。10月期の『消えた初恋』で道枝駿佑と共に主演を務め、第31回 TV LIFE年間ドラマ大賞 主演男優賞を受賞。
2022年3月公開の映画『おそ松さん』でSnow Manとして映画初主演。また、後期連続テレビ小説『舞いあがれ!』で、連続テレビ小説初出演。ヒロインの初恋の人を演じて注目を集める。さらに、10月期の『silent』でGP帯の連続ドラマに初出演。このドラマが見逃し配信ではフジテレビドラマ歴代最高の688万再生を記録、多くのファンが聖地巡礼を行うなど社会現象を巻き起こし、目黒の中途失聴者の難役の演技も高い評価を受け、大ブレイクした。12月公開の映画『月の満ち欠け』で単独での映画初出演。女性ファッション誌『ViVi』の人気投票企画「2022年下半期 ViVi国宝級イケメンランキング」NOW部門で1位を獲得した。また、オリコンの調査による2022年ブレイク俳優ランキングでも1位に輝いた。
2023年1月、映画『月の満ち欠け』での演技が評価され、第46回日本アカデミー賞で「優秀助演男優賞」と「新人俳優賞」をW受賞。2月、映画『おそ松さん』、『月の満ち欠け』での演技により、第96回キネマ旬報ベスト・テンで「新人男優賞」を受賞。また、ドラマ『silent』での演技が評価され、TV stationドラマ大賞2022で「助演男優賞」を、 第32回 TV LIFE年間ドラマ大賞で 「助演男優賞」を、第114回ザテレビジョンドラマアカデミー賞で「助演男優賞」を受賞した。3月公開の映画『わたしの幸せな結婚』で映画単独初主演を務めた。4月、『silent』や『舞いあがれ!』での演技が評価され、橋田賞新人賞を受賞。7月13日、女性ファッション誌『ViVi』の人気投票企画「2023年上半期 ViVi国宝級イケメンランキング」NOW部門で1位を獲得し、2022年下半期に続き連覇し殿堂入りした。7月14日、テレビドラマ『トリリオンゲーム』でGP帯連続ドラマ初単独主演を務める。10月5日、映画『月の満ち欠け』と『わたしの幸せな結婚』での演技が評価され、第15回TAMA映画賞の最優秀新進男優賞を受賞した。10月23日、公式Instagramを開設した。10月24日、ドラマ『silent』での演技が評価され、東京ドラマアウォード2023で「助演男優賞」を受賞した。12月2日、映画『月の満ち欠け』と『わたしの幸せの結婚』での演技が評価され、第45回ヨコハマ映画祭 最優秀新人賞を受賞した。
2024年2月1日、日本人男性初のFENDI ジャパンブランドアンバサダーに就任した。2月8日、エランドール賞 「新人賞（TVガイド賞）」を受賞した。3月13日、テレビドラマ『トリリオンゲーム』での演技が評価され、第33回TV LIFE年間ドラマ大賞 主演男優賞を受賞した。7月1日、テレビドラマ『海のはじまり』にて、月岡夏役で月9ドラマに初出演・初主演を務める。

## 人物
2019年、城西国際大学メディア学部卒業。
180cmを越える長身スタイルを活かし、モデルとしても活動する。2020年5月7日、レギュラーモデルを務める『FINEBOYS』の2020年6月号で初めて単独表紙となることがアナウンスされた際にはわずか10秒でサーバーがダウン、そして同月29日に同雑誌で2号連続の表紙を務めることが発表された際にも5秒でサーバーがダウンし、6月号・7月号のいずれも重版が決定。“表紙を飾れば街から雑誌が消えるアイドル”とも言われた。
自身が出演するライブを観た先輩から、「目黒だけバックについてる子みたいだった」と言われたことが悔しく、自らを変えなければという思いから自分で髪を切るようになる。髪型は長めの前髪と襟足を剃り上げたテクノカットがトレードマーク。2020年、『教場II』に出演するために短髪にした時にはSNS上で大きな話題になった。
ジャニーズに入るまでサッカーを習っており、2023年3月18日に放送された『炎の体育会TV』では、20枚の的を制限時間内に多く撃ち抜いた方が勝ちというゲームにおいて、98秒で芸能人初となるパーフェクトを達成した。
同期にはtimeleszの佐藤勝利と原嘉孝がいる。原とはオーディションで何千人といる中で意気投合してからの仲であり、原の事は「戦友」と言っている。目黒は原らと共に宇宙Sixでの活動中、Snow Manに途中加入することとなった。その際に目黒は『どちらでもデビューする』という意気込みで活動していたが、結局それは叶わなかった。最終的に目黒が宇宙Sixを脱退し、Snow Manとしてデビューしたため、原に対し複雑な心境であったが、原にデビューの事を報告すると、「本当に良かったな。お前ならいけると思ってたよ」と、ねぎらいの言葉をかけてくれたそうである。目黒はその言葉に感動し、そんな風に送り出してくれた原に、「自分は出来ることがあれば何でもしていきた同期」と感じているそうである。

## 受賞歴
2022年
- 第31回TV LIFE年間ドラマ大賞 主演男優賞（『消えた初恋』）
- 「2022年下半期 ViVi国宝級イケメンランキング」NOW部門1位

2023年
- 第46回日本アカデミー賞 優秀助演男優賞、新人俳優賞（『月の満ち欠け』）
- 第96回キネマ旬報ベスト・テン 新人男優賞（『おそ松さん』『月の満ち欠け』）
- TV stationドラマ大賞2022 助演男優賞（『silent』）
- 第32回TV LIFE年間ドラマ大賞 助演男優賞（『silent』）
- 第114回ザテレビジョンドラマアカデミー賞 助演男優賞（『silent』）
- 第31回 橋田賞新人賞（『silent』『舞いあがれ!』）
- 「2023年上半期 ViVi国宝級イケメンランキング」NOW部門1位（連覇達成により殿堂入り）
- 第15回TAMA映画賞 最優秀新進男優賞（『月の満ち欠け』『わたしの幸せな結婚』）
- 東京ドラマアウォード2023 助演男優賞（『silent』）
- 第45回ヨコハマ映画祭 最優秀新人賞（『月の満ち欠け』『わたしの幸せな結婚』）

2024年
- エランドール賞「新人賞（TVガイド賞）」
- 第33回TV LIFE年間ドラマ大賞 主演男優賞（『トリリオンゲーム』）
- 日経トレンディ「2024年 今年の顔」
- 第41回ベストジーニスト2024 一般選出部門
- 第121回ザテレビジョンドラマアカデミー賞 主演男優賞（『海のはじまり』）

2025年
- TV stationドラマ大賞2024 主演男優賞（『海のはじまり』）
- 第34回TV LIFE年間ドラマ大賞 主演男優賞（『海のはじまり』）

## 出演

### テレビドラマ
※主演作品は太字表記
- お兄ちゃん、ガチャ（2015年1月 - 3月、日本テレビ） - お兄ちゃんズ 少年E 役[61]
- 簡単なお仕事です。に応募してみた（2019年7月 - 9月24日、日本テレビ） - 主演・秋田若大/ワンちゃん 役（岩本照、ラウール、渡辺翔太とカルテット主演）[11]
- 教場II（2021年1月3日・4日、フジテレビ） - 杣利希斗 役[15]
- 消えた初恋（2021年10月9日 - 12月18日、テレビ朝日） - 主演・井田浩介 役（道枝駿佑とW主演）[62][63][64]
- silent（2022年10月6日 - 12月22日、フジテレビ） - 佐倉想 役[19][65]
- 連続テレビ小説 舞いあがれ! 第36回 - 最終回（2022年11月21日 - 2023年3月31日、NHK） - 柏木弘明 役[18][66]
- トリリオンゲーム（2023年7月14日 - 9月15日、TBS） - 主演・天王寺陽（ハル） 役[67][68]
- 海のはじまり（2024年7月1日 - 9月23日、フジテレビ） - 主演・月岡夏 役[40][69]

### バラエティ
- アイ・アム・冒険少年（2020年4月20日 - 2024年3月4日、TBS） - レギュラー[14][70]

### 映画
- おそ松さん（2022年3月25日公開） -  主演・松野チョロ松 役（Snow Manとして主演）[17]
- 月の満ち欠け（2022年12月2日公開） - 三角哲彦 役[21][71]
- わたしの幸せな結婚（2023年3月17日公開） - 主演・久堂清霞 役[72][73]
- 劇場版 トリリオンゲーム（2025年2月14日公開） - 主演・天王寺陽（ハル） 役[74][75]
- ほどなく、お別れです（2026年2月6日公開予定） - 主演・漆原礼二 役（浜辺美波とW主演）[76][77]

### 舞台
- Johnny's Dome Theatre 〜SUMMARY〜（2012年9月8日 - 9日、TOKYO DOME CITY HALL）[78]
- 滝沢歌舞伎
  - 滝沢演舞城 2013（2013年4月7日 - 5月12日、新橋演舞場）[79]
  - 滝沢歌舞伎 2016（2016年4月10日 - 5月15日、新橋演舞場）[80]
  - 滝沢歌舞伎 2017（2017年4月7日 - 5月14日、新橋演舞場）[81][82]
  - 滝沢歌舞伎 2018（2018年4月9日 - 5月13日[注釈 1]、新橋演舞場 / 6月4日 - 30日、御園座）[84]
  - 滝沢歌舞伎ZERO（2019年2月3日 - 25日、南座）[85][注釈 2]
- DREAM BOYS JET（2013年9月5日 - 29日、帝国劇場）[79]
- JOHNNYS' World -ジャニーズ・ワールド-
  - JOHNNYS' 2020 WORLD -ジャニーズ トニトニ ワールド-（2013年12月7日 - 2014年1月27日、帝国劇場）[79]
  - 2015新春 JOHNNYS' World（2015年1月1日 - 27日、帝国劇場）[86]
  - JOHNNYS' World（2015年12月11日 - 2016年1月27日、帝国劇場）[86]
  - JOHNNYS' Future WORLD（2016年9月19日 ‐ 30日、博多座 / 10月8日 - 25日、梅田芸術劇場 メインホール）[80]
- なにわ侍 ハローTOKYO!!（2014年2月5日 - 28日、日生劇場）[87]
- ABC座
  - ABC座 2014 ジャニーズ伝説（2014年5月9日 - 30日、日生劇場）[87]
  - ABC座 2015（2015年10月7日 - 28日、日生劇場）[86]
- 台風n Dreamer（2014年9月3日 - 28日、日生劇場） - 東京公演のみの出演[87]
- ジャニーズ銀座2016（2016年5月24日 - 26日、シアタークリエ）[80]
- 桃山ビート・トライブ（2017年11月23日 - 12月3日、EXシアター六本木） - 主演・小平太 役（山本亮太とW主演）[8][88]

### ドキュメンタリー番組
- つたえたい〜僕たちは感染症時代を生きている〜（2024年11月10日、フジテレビ） - 番組ナビゲーター[89]

### Web番組
- 『消えた初恋』学級日誌（2021年11月7日 - 12月12日、TELASA） [90]

### Webドラマ
- silent スピンオフ作品『4話エピソード0 〜紬と想と湊斗、8年前のある出来事〜』（2022年10月31日、TVer） - 佐倉想 役[91]
- 海のはじまり スピンオフドラマ『兄とのはじまり』#1・#3・#4（2024年7月15日・29日・8月5日、TVer） - 月岡夏 役[92]

### コンサート
- JOHNNYS' World の感謝祭（2013年3月16日・17日、東京ドーム）[79]

### 雑誌
- 日之出出版『FINEBOYS』（2018年11月号 - ） - レギュラーモデル[42]

### CM・広告
- JCB 企業CM（2020年2月26日 - ） - 二宮和也と共演[93]
- レキットベンキーザー・ジャパン「ヴィートメン」（2021年2月1日 - ）[94]
- アサヒ飲料「三ツ矢サイダー」（2021年5月18日 - ） - 櫻井翔、相葉雅紀、山田涼介、阿部亮平と共演[95]
- コーセーコスメポート「ジュレーム リラックス」（2023年2月2日 - ）[96]
- キリンビバレッジ「午後の紅茶」（2023年6月6日  - ）[97]
- コーセー「敏感肌ケアキャンペーン」（2023年8月17日  - ）[98]
- FENDI（2024年2月1日 - ） - ジャパンブランドアンバサダー[37]
  - 「2025年春夏メンズコレクション グローバル広告キャンペーン」（2025年1月13日  - ）[99]
- キリンビール「晴れ風」（2024年3月18日 - ）[100][101]
- TVS REGZA「REGZA」（2024年7月20日 - ） - グローバルブランドアンバサダー[102]
- モトローラ - ブランドアンバサダー
  - 「mltorola razr 50」（2024年9月27日 - ）[103]
  - 「motorola edge 60 pro」（2025年7月11日 - ）[104]
- LINEヤフー「LINE:ディズニー ツムツム」（2024年12月26日 - ） - 佐久間大介と共演[105]
- キッコーマン
  - 「いつでも新鮮 しぼりたて生しょうゆ」（2025年4月4日 - ）[106]
  - 「いつでも新鮮 味わいリッチ減塩しょうゆ」（2025年4月21日 - ）[107]
- ネピア「ネピア プレミアムソフト」シリーズ（2025年4月15日 - ） - 桜田ひよりと共演[108]
- 任天堂「Nintendo Switch 2」
  - 「マリオカート ワールド」（2025年5月15日 - ） - ラウール、深澤辰哉、渡辺翔太と共演[109][110]
  - 「ドンキーコング バナンザ」(2025年7月17日 - ） - ラウールと共演[111]
- Zoff（2025年6月25日 - ） - グローバルブランドアンバサダー[112]

### ミュージックビデオ
- KEN☆Tackey
  - 逆転ラバーズ (Dance Video) （2018年）[113]
  - 浮世艶姿桜 (Dance Video) （2018年）[113]